# Хесерік Пінто
Хесерік Пінто (ісп. Jeserik Pinto, 21 березня 1990) — венесуельська плавчиня. Учасниця Чемпіонату світу з водних видів спорту 2017, де впопередніх запливах на дистанції 50 метрів на спині посіла 40-ве місце і не потрапила до півфіналу.